# Isabelle Wendling
Pour les articles homonymes, voir Wendling (homonymie).
Isabelle Wendling, née le 30 janvier 1971 à Boulay-Moselle, est une ancienne joueuse française de handball, évoluant au poste de pivot. Joueuse qui connaît une grande longévité, elle ne subit que peu de blessures, ce qui lui permet d'avoir une carrière ininterrompue avec l'équipe de France, participant à l'ensemble des phases finales auxquelles la France est qualifiée entre 1993, ses débuts sous le maillot bleu, et les Jeux olympiques 2008 à Pékin. Elle détient d'ailleurs le record de sélection avec 338 capes. Sous le maillot bleu, elle remporte quatre médailles internationales, deux médailles de bronze lors des Championnats d'Europe 2002 et 2006, l'argent du mondial 1999 et un titre mondial lors du championnat du monde 2003. Également fidèle à son club de Metz, elle remporte entre 1989 et 2010 quinze titres de championne de France (record), cinq coupes de France et six coupes de la ligue.

## Biographie

### Carrière sportive
Elle débute sous le maillot de l'équipe de France le 7 septembre 1993 contre la Suède. Lors de ses premières années en sélection, la France est absente des grandes compétitions internationales. Sa première compétition majeure est le championnat du monde 1997 disputé en Allemagne. La France termine à la dixième place, après une élimination en huitièmes de finale face à la Pologne sur le score de 30 à 20.
En 1998, Olivier Krumbholz, ancien entraîneur de Metz, succède à Carole Martin à la tête des Bleues. Pour sa première compétition, les Françaises surprennent le monde du handball féminin : elles éliminent dans un premier temps les Danoises, championne olympique en titre, en quart de finale, après une victoire en prolongation sur le score de 19 à 17. Cette victoire permet également aux Bleues de se qualifier pour la première fois de leur histoire pour les Jeux olympiques. Deux jours plus tard, elles éliminent la Roumanie sur le score de 18 à 17. En finales, elles sont opposées aux Norvégiennes. Malgré l'avantage de jouer à domicile, ces dernières ont besoin de deux prolongations pour venir à bout des Françaises, sur le score de 25 à 24.
Lors des Jeux olympiques de Sydney, les Françaises terminent au troisième rang de leur groupe lors du premier tour ce qui les place sur la route du Danemark, champion olympique en titre, en quart de finale. Les Danoises l'emportent 28 à 26 puis les Françaises terminent à la sixième place après une victoire face au Brésil puis une défaite face à l'Autriche. En fin d'année, les Françaises terminent à la cinquième place du championnat d'Europe L'année suivante, la France élimine l'Espagne en huitièmes de finale puis s'incline 29 à 23 en quarts de finale face à la Norvège. Les Françaises terminent ensuite à la cinquième place après deux victoires face à la Suède puis la Hongrie.
Lors de l'Euro 2002, disputé au Danemark, la France termine à la seconde place de son groupe du second tour ce qui la qualifie pour les demi-finales. Elle affronte la Norvège qui l'emporte 21 à 16. Lors de la 200e sélection de Isabelle Wendling, la France remporte la médaille de bronze en battant en finale la Russie sur le score de 27 à 22.
Lors du mondial 2003, la France termine son premier tour invaincue. Avec une seule défaite lors du second tour, face à la Corée du Sud, elle termine à la première place de son groupe ce qui lui permet de se qualifier pour les demi-finales. La France l'emporte 28 à 26 face à l'Ukraine pour disputer la deuxième finale mondiale de son histoire. La Hongrie semble proche de la victoire lorsqu'elle mène de sept buts, 25 à 18, à sept minutes du terme. La France utilise alors une défense haute ce qui lui permet de revenir au score. Elle égalise à 28 partout sur jet de sept mètres de Leila Lejeune alors que le temps réglementaire est terminé. La France profite alors de sa supériorité numérique pour prendre trois buts d'avance en début de prolongation. Elle emporte finalement la rencontre sur le score de 31 à 29.
Pour sa deuxième participation olympique, lors des Jeux olympiques d'Athènes, la France se qualifie pour les quarts de finale malgré deux défaites, pour deux victoires. Elle élimine la Hongrie sur le score de 25 à 23 mais s'incline, pour la deuxième fois lors de ce tournoi olympique, face à la Corée du Sud en demi-finale sur le score de 32 à 31. Les Françaises, en perte d’efficacité offensive, ne parviennent pas à obtenir une médaille olympique en raison d'une défaite 21 à 18 face à l'Ukraine. 
La France déçoit lors des deux compétitions suivantes : elle termine à la onzième place de l'Euro 2004 puis à la douzième place du mondial 2005.
La France se qualifie pour les demi-finales du championnat d'Europe 2006 disputé en Suède. Elle est opposée à la Norvège, future championne d'Europe, sur le score de 28 à 24 puis parvient à remporter la médaille de bronze en battant l'Allemagne sur le score de 29 à 25. C'est la quatrième médaille de l'équipe de France en compétitions internationales, la quatrième également pour Isabelle Wendling.
La France, malgré une défaite face à l'Angola au second tour du mondial 2007 disputé en France, se qualifie pour les quarts de finale. La France affronte la Roumanie et s'incline 34 à 31 après deux prolongations. La France termine une nouvelle fois cinquième d'une grande compétition internationale en remportant ses deux dernières rencontres, face à la Hongrie puis la Corée du Sud.
La France obtient sa qualification pour les Jeux olympiques de Pékin en remportant un tournoi de qualification olympique disputé à Nîmes. Six joueuses françaises obtiennent ainsi l'occasion de disputer leur troisième compétition olympique : Myriam Borg-Korfanty, Stéphanie Cano, Valérie Nicolas, Véronique Pecqueux-Rolland, Raphaëlle Tervel et Isabelle Wendling. La France emporte ses deux premières rencontres mais doit s'incliner lors des trois rencontres de poule suivantes : face à la Roumanie, la Norvège et la Chine. Ce début de compétition place les Françaises en position d'oustider en quart de finale où elles sont opposées aux Russes, championnes du monde en titre. La France surprend en atteignant la pause avec un avantage de quatre buts. Les Russes parviennent à égaliser à la 57e minute sur un but de Suslina. Après un score de 24 partout à la fin du temps réglementaire, les deux équipes doivent disputer une prolongation. La fin de celle-ci est à nouveau atteinte sur un score nul, 28 partout, alors que les Françaises se voient refuser un but en fin de jeu qui aurait pu leur donner la victoire, but qui sera ensuite l'objet, sans effet, d'une réclamation officielle de la part de l'équipe de France. Celle-ci s'incline finalement sur le score de 32 à 31 à l'issue de la deuxième série de prolongations.
Cette compétition met un terme à une carrière de 15 ans sous le maillot bleu. Elle dispute au total 338 rencontres et inscrit 543 buts. Depuis son arrivée en sélection, elle participe à toutes les campagnes internationales de l'équipe de France, disputant ainsi trois Jeux olympiques, six championnats du monde, et quatre championnats d'Europe.
En club, elle évolue avec le club de Metz qui domine le handball français dans les années 1990 et 2000. Elle remporte ainsi quinze titres de championne de France, dont une série de six titres de 2004 à 2009, et cinq titres de vice-championne. Elle remporte cinq Coupes de France et six Coupes de la Ligue. Un prix spécial (« l'Étoile d’Or ») lui a été décerné pour l’ensemble de sa carrière lors de la Nuit des étoiles 2010.
Sur la scène européenne, la meilleure performance des Messines est une demi-finale de la Coupe des Coupes 2004, battues par Ikast Bording EH. En Coupe de l'EHF, le meilleur résultat est obtenu lors de la saison 2007-2008 où les Messines sont battues par les Espagnoles de Itxako-Navarra en quart de finale.
Elle dispute son dernier match le 5 juin 2010 lors de la finale de la coupe de France. Les Messines l'emportent 27 à 23 sur le club du Havre. C'est le deuxième trophée de la saison avec la victoire lors de la Coupe de la Ligue. Une autre Messine met un terme à sa carrière à cette occasion, Delphine Guehl.
Le 28 février 2012, elle est faite Chevalier de l'Ordre national du Mérite
En décembre 2018, elle figure au sein de la promotion 2018 des gloires du sport.

### Post carrière et vie associative
Après sa carrière, elle occupe un poste au sein du Conseil régional, s'occupant plus particulièrement des subventions des clubs de haut niveau. Elle reste toutefois proche de son ancien club : en tant que bénévole, elle s'occupe de tâches administratives pour celui-ci.
Elle est aussi marraine du Mondialito (manifestation pour promouvoir le handball) depuis 2007 qui se déroule chaque année au mois de juin à Pagny-sur-Moselle.
À la suite de sa carrière professionnelle, un complexe sportif a été inauguré dans sa ville natale et ville de ses débuts, Boulay-Moselle, à son propre nom.

## Palmarès
compétitions nationales
- championne de France (15)[17] en 1990, 1993, 1994, 1995, 1996, 1997, 1999, 2000, 2002, 2004, 2005, 2006, 2007, 2008 et 2009
- vainqueur de la coupe de France (5) en 1990, 1994, 1998, 1999 et 2010
  - Finaliste en 1992, 1993, 2001, 2009
- vainqueur de la coupe de la Ligue (6) en 2005, 2006, 2007, 2008, 2009 et 2010

### Équipe de France
- 338 sélections et 543 buts entre 1993 et 2008.

Championnats du monde
- médaille d'or au championnat du monde 2003,  Croatie
- médaille d'argent au championnat du monde 1999,  Norvège
- 5e place au championnat du monde 2001,  Italie
- 5e place au championnat du monde 2007,  France
- 10e place au championnat du monde 1997,  Allemagne
- 12e place au championnat du monde 2005,  Russie

Championnats d'Europe
- médaille de bronze au championnat d'Europe 2002,  Danemark
- médaille de bronze au championnat d'Europe 2006,  Suède
- 5e place au championnat d'Europe 2000,  Roumanie
- 11e place au championnat d'Europe 2004,  Hongrie

Jeux olympiques
- 4e place aux Jeux olympiques 2004 d'Athènes,  Grèce
- 5e place aux Jeux olympiques 2008 de Pékin,  Chine
- 6e place aux Jeux olympiques 2000 de Sydney,  Australie

Jeux méditerranéens
- médaille d'or aux Jeux méditerranéens de 1997
- médaille d'or aux Jeux méditerranéens de 2001

### Récompenses individuelles
- Élue meilleure pivot du Championnat du monde 2003[18]
- Élue meilleure défenseur du Championnat d'Europe 2006
- Détentrice du record de sélections en équipe de France (338)
- Détentrice du record de titres de championne de France (15)
- Chevalier de l'ordre national du Mérite[15]
- Gloire du sport, promotion 2018